# Одликовања Републике Српске
Одликовања Републике Српске су установљена 1993. године системом одликовања Републике Српске дефинисаним Уставом Републике Српске у коме се каже: „ордени су јавно државно признање Републике Српске које се додјељује лицима или институцији за изузетне заслуге према држави“. као и „медаље су јавно државно признање Републике Српске које се додјељују лицима или колективима за једнократне изузетне заслуге и дјела, која су по својој природи непоновљива и јединствена, односно за добро обављену дужност или службу или за учествовање у одређеном догађају“.

## Одликовања Републике Српске према важности

### Ордење Републике Српске према важности
1. Орден Републике Српске (на ленти и на огрлици)
2. Орден заставе Републике Српске
3. Орден Немањића
4. Карађорђева звијезда (првог, другог и трећег реда)
5. Орден Милоша Обилића
6. Орден Његоша (првог, другог и трећег реда)
7. Орден части
8. Крст милосрђа

### Медаље Републике Српске према важности
1. Медаља Петра Мркоњића
2. Медаља мајора Милана Тепића
3. Медаља заслуга за народ
4. Медаља за храброст (Медаља Гаврила Принципа, златна и сребрна)
5. Медаља за војне заслуге
6. Медаља за војничке врлине